# غريغ ماكيلروي
غريغ ماكيلروي (بالإنجليزية: Greg McElroy)‏ هو لاعب كرة قدم أمريكية أمريكي، ولد في 10 مايو 1988 في لوس أنجلوس في الولايات المتحدة.

## وصلات خارجية
- غريغ ماكيلروي على موقع IMDb (الإنجليزية)

- غريغ ماكيلروي على موقع مرجع كرة القدم المحترفة.كوم (الإنجليزية)
- غريغ ماكيلروي على موقع كلية كرة القدم في سبورتس رفرنس.كوم (الإنجليزية)